# Karl Alfred von Zittel
Pour les articles homonymes, voir Zittel.
Karl Alfred von Zittel (25 septembre 1839 – 5 janvier 1904) est un paléontologue allemand né à Bahlingen dans le grand-duché de Bade.

## Biographie
Il étudie à Heidelberg, Paris et Vienne. Pendant une courte période il travaille au levé géologique de l’Autriche et comme assistant du musée de minéralogie de Vienne. À partir de 1863 il enseigne la géologie et la minéralogie à l'Institut de technologie de Karlsruhe. Trois ans plus tard il succède à Opel comme professeur de paléontologie à l'université de Munich avec la charge de conservateur des collections de fossiles.

### Carrière
En 1880 il est engagé comme professeur de géologie puis à la direction du muséum d'histoire naturelle de Munich. Ses premiers travaux comprennent une monographie, Les mollusques bivalves de Gosau au Crétacé (1863-1866) et un essai sur l'étage du Tithonien en 1870 regardé comme équivalent des formations du Purbeck et du Wealdien.
En 1873 et 1874 il accompagne l'expédition de Rohlfs dans le désert de Libye dont les premiers résultats sont publiés dans Über den geologischen Bau der libyschen Wuste (« De la formation géologique du désert libyen » 1880) puis détaillés dans le Palaeontographica en 1883. Le docteur Zittel se distingue pour ses travaux en paléontologie. De 1869 jusqu'à la fin de sa vie il est le rédacteur en chef de la revue Palaeontographica (fondé en 1846 par W. Dunker et Hermann von Meyer).
En 1876 il commence la publication de son travail principal, Handbuch der Palaeontologie -- Manuel de paléontologie—qui est complété en 5 volumes en 1893. Le cinquième volume, traitant de paléobotanique, est préparé par W.P. Schimper et A. Schenk. Pour rendre son travail irréfutable Zittel étudie chaque famille en commençant par les éponges sur lesquelles il publie une monographie en 1877. En 1895 il publie un résumé de ce travail intitulé Grundzuge der Palaeontologie -- Principes fondamentaux de la paléontologie—révisé par Zittel en 1903. Une édition américaine sera publiée en 1900 par C.R. Eastman mais avec tant de modifications qu'elle peut être considérée en pratique comme un travail indépendant.

### Publications
Il est l'auteur de :
- en 1873 de Aus der Urzeit
- en 1883 de Die Sahara -- Le Sahara
- En 1889 il publie Geschichte der Geologie und Palaeontologie bis Ende des 19 Jahrhunderts -- Histoire de la géologie et de la paléontologie à la fin du XIXe siècle, qui malgré son titre se préoccupe surtout de géologie durant le XIXe siècle et laisse un peu dans l'ombre les siècles précédents[1].
- Traité de paléontologie : 
  - Traité de paléontologie. Partie 1. Tome 1. Paléozoologie,  Octave Doin (Paris) ; R. Oldenbourg (Munich ; Leipzig), 1883, Texte disponible en ligne sur LillOnum
  - Traité de paléontologie. Partie 1. Tome 2. Paléozoologie,  Octave Doin (Paris) ; R. Oldenbourg (Munich ; Leipzig), 1887, Texte disponible en ligne sur LillOnum
  - Traité de paléontologie. Partie 1. Tome 3. Paléozoologie,  Octave Doin (Paris) ; R. Oldenbourg (Munich ; Leipzig), 1893, Texte disponible en ligne sur LillOnum
  - Traité de paléontologie. 1ère partie Paléozoologie, tome 4,  Octave Doin (paris), R. Oldenbourg (Munich ; Leipzig), 1894, Texte disponible en ligne sur LillOnum
  - Traité de paléontologie. 2ème partie Paléophytologie,  Octave Doin (paris), R. Oldenbourg (Munich ; Leipzig), 1891, Texte disponible en ligne sur LillOnum

### Fonction et nominations
Ses fonctions et nominations sont :
- Président de l'académie royale des sciences de Bavière ;
- en 1894 la Geological Society of London lui décerne la médaille Wollaston.